# Маленький шкільний оркестр
«Маленький шкільний оркестр» (рос. «Маленький школьный оркестр») — український радянський художній фільм 1968 року режисерів Олександра Муратова і Миколи Рашеєва.
Фільм було знято для ТБ, проте, як зазначає кінознавець Олександр Федоров, по центральному телебаченню в СРСР його так і не було показано. У результаті «Маленький шкільний оркестр» пролежав на полиці рекордні 42 роки.

## Сюжет
Музичний ліричний фільм про маленький юнацький колектив, об'єднаний любов'ю до музики. Життєві дороги розлучають друзів, але пам'ять і вірність шкільній дружбі, любов до музики назавжди залишаться в їх душах.
Фільм-настрій, що передає атмосферу 60-х років, фільм, витканий з музики Мікаела Таривердієва і легкого дихання юності.
У фільмі знімався джаз-квінтет під керівництвом Ігоря Кондакова..

## У ролях
- Галина Шабанова — Ольга
- Світлана Смєхнова — контрабасистка
- Сергій Власов — піаніст
- Віктор Тоцький — Віктор Хубов, саксофоніст, велогонщик
- Володимир Ходзицький — гітарист
- Володимир Чинаєв — барабанщик
- В епізодах: І. Брікер, В'ячеслав Воронін, Б. Гончаров, Михайло Крамар, В. Савенков, Сергій Шеметило

## Творча група
- Сценарій: Володимир Зуєв, Олександр Муратов, Микола Рашеєв
- Режисери-постановники: Олександр Муратов, Микола Рашеєв
- Оператор-постановник: Олег Мартинов
- Композитор: Мікаел Тарівердієв
- Художник-постановник: Галина Шабанова
- Звукооператор: Костянтин Коган
- Режисер: Т. Воробйова
- Редактор: В. Силіна
- Директор картини: Олексій Ярмольський